# Wolframdiselenid
Wolframdiselenid (Wolfram(IV)-selenid) ist eine Halbleiterverbindung mit hexagonaler Symmetrie und der Summenformel WSe2. Er weist eine große Anisotropie der elektrischen Eigenschaften auf. Kristalle aus diesem Material bestehen aus Schichten der beiden Elemente (Wolfram und Selen), welche nur durch Van-der-Waals-Kräfte zusammengehalten werden. Innerhalb der jeweiligen Schicht der Verbindung bilden alle Valenzorbitale kovalente Bindungen, so dass es folglich auch an der Oberfläche keine freien Valenzelektronen gibt. Deshalb ist die Verbindung (wie andere Verbindungen die diese Art der chemischen Bindung aufweisen) an ihren Grenzflächen stabil und relativ frei von Kontaminationen, lässt sich jedoch entlang der Schichtebene sehr leicht spalten.

## Gewinnung und Darstellung
Wolframdiselenid kann direkt aus den Elementen bei etwa 500 °C gewonnen werden.
{\displaystyle \mathrm {W+2\ Se\longrightarrow WSe_{2}} }

## Verwendung
Eingesetzt wird die Verbindung als festes Gleitmittel, als Modellhalbleiter zur Untersuchung des Photoeffektes bei Dünnschichtsolarzellen und als Basismaterial für die Selbstorganisation von Metallatomen auf Oberflächen. Weiterhin wurde entdeckt, dass das Material durch die Schichtenstruktur zu den besten bekannten Wärmeisolatoren gehört.